# Eva Wahlenberg
Eva Theresia Wahlenberg, född 24 september 1860 i Stockholm, död där 23 mars 1949, var en svensk översättare. Hon översatte totalt omkring 200 titlar, huvudsakligen från engelska till svenska. Ett fyrtiotal av dessa trycktes i bokform. Stora delar av översättningarna tillkom när hon var verksam som redaktör vid följetongsredaktionen på Dagens Nyheter, där hon var en fast medarbetare mellan 1893 och 1928. 
Hon översatte bland annat Agatha Christie's Partners in Crime, Max Pemberton och Berta Ruck till svenska. 

## Biografi
Wahlenberg föddes 1860 i Stockholm. Hennes far var stearinljusfabrikören Adolf Wahlenberg, och hennes mor var Maria Theresia, född Lönngren. Hon växte upp på Kungsholmen i Stockholm med fem syskon, bland andra storasystern som var författaren Anna Wahlenberg. Wahlenberg läste vid Pauli skola och Wallinska skolan, som hon slutade 1877. Modern dog 1871, och hon levde med sin far fram tills att han dog 1890. 1890 debuterade Wahlenberg även som författare av barnböcker.
Inom några år gick hon dock över från att vara barnboksförfattare till att ägna sig åt översättning. Hon översatte i huvudsak verk från engelska, och i några fall från tyska. Bland mer välkända namn översatta av Wahlenberg återfinns Agatha Christie, bland annat En dos stryknin, liksom verk av Max Pemberton. Bland verk översatta av Wahlenberg är stora delar äventyrsböcker och detektivromaner, men den största delen utgjordes av kärleksromaner. Bland annat översatte Wahlenberg ett dussintal verk av Berta Ruck, och en handfull av dessa kom också att tryckas. Hennes översättning av Rucks Hans officiella fästmö filmatiserades 1944 av Nils Jerring. 1898 översatte hon Louis Couperus verk Världsfred, som 1915 utkom i Nordiska förlagets 25-öresserie.
Wahlenberg inledde sin karriär som översättare efter en rekommendation av sin svåger, Fritz Josef Kjerrman, som var tidningsman. Därmed blev hon fast anställd som redaktör vid följetongsredaktionen på Dagens Nyheter, en position som hon innehade mellan 1 mars 1893 och 1928. I den rollen ansvarade hon för att välja ut och översätta följetonger till tidningen. Tillsammans med följetongerna översatte hon i sin helhet omkring två hundra verk. Ett fyrtiotal av översättningarna trycktes som böcker.
Eva Wahlenberg är begravd på Norra begravningsplatsen utanför Stockholm.